# Gottfrid V av Anjou

Gottfrid av Anjou fick sin vapensköld i samband med att hans svärfar dubbade honom till riddare.

Gottfrid V av Anjou (franska: Geoffroy V d’Anjou), född 24 augusti 1113, död 7 september 1151, var greve av Anjou och Maine och senare hertig av Normandie. Han kallades också le Bel ’den sköne’ och Plantagenêt – ett smeknamn han kan ha fått från att ha haft en ginstkvist (planta genista) som hjälmprydnad eller emblem – och var far till kung Henrik II av England, och därigenom förfader till den engelska kungadynastin Plantagenet. 

## Biografi
Gottfrid var äldste son till Fulk, greve av Anjou och kung av Jerusalem. Gottfrids mor var Eremburge av La Flèche, arvtagerska till Maine. Som femtonåring gifte han sig (1127) i Le Mans med kejsarinnan Maud, dotter och arvtagerska till Henrik I av England och Edith av Skottland samt den tyske kejsaren Henrik V:s änka. Äktenskapet var menat att skapa fred mellan England-Normandie och Anjou. Hon var elva år äldre än Gottfrid, och äktenskapet var stormigt, men hon överlevde honom. Året efter bröllopet reste Gottfrids far till Jerusalem (där han skulle komma att bli kung), och lämnade kvar Gottfrid att regera som greve över Anjou.
Historieskrivare beskriver Gottfrid som stilig, rödhårig, gladlynt och som en duktig krigare; Ralph av Diceto menade dock att Gottfrids charm dolde hans kalla och själviska personlighet.
När kung Henrik dog (1135) åkte Maud omedelbart till Normandie för att göra anspråk på sitt arv. Gränsområdena valde henne, men England valde hennes kusin Stefan av Blois som sin kung och Normandie gjorde snart gemensam sak med dem. Följande år gav Gottfrid Ambrières, Gorron och Chatilon-sur-Colmont till Juhel II av Mayenne, med villkoret att han skulle hjälpa till att återfå Mauds förlorade arv. År 1139 landsteg hon i England med 140 riddare, men belägrades vid Arundel Castle av kung Stefan. Under ”anarkin” som följde tillfångatogs Stefan vid Lincoln i februari 1141 och spärrades in i Bristol. Ett råd som hölls vid Winchester i april 1141 förklarade Stefan avsatt och utropade Maud som ”Lady of the English”. Stefan blev dock sedan fri och återkrönt. 
Mellan 1142 och 1143 säkrade Gottfrid Normandie väster och söder om Seine och den 14 januari 1144 gick han över Seine och in i Rouen. Han tog titeln hertig av Normandie sommaren 1144 och grundade samma år ett augustinerkloster vid Château-l'Hermitage i Anjou. Gottfrid innehade hertigdömet fram till 1149, då han och Maud tillsammans överlät det till sonen Henrik, vilket året därpå godkändes formellt av kung Ludvig VII av Frankrike.
Gottfrid kväste även tre uppror från baroner i Anjou 1129, 1135, och 1145–1151. Upprorshotet höll honom upptagen i Normandie och det var en orsak till att han inte kunde ingripa i England. Enligt Wallingfordfördraget från 1153 skulle Stefan få förbli kung av England under sin livstid, men Gottfrids och Mauds son Henrik skulle efterträda honom. 
Gottfrid dog plötsligt vid Château-du-Loir, 7 september 1151. Han begravdes i Saint Julien-katedralen i Le Mans. 

## Barn
Gottfrids och Mauds barn var:
1. Henrik II av England (1133–1183)
2. Gottfrid, greve av Nantes (1134–1158)
3. Vilhelm, greve av Poitou (1136–1164)

Gottfrid hade även illegitima barn med en eller flera okända älskarinnor: Hamelin, Emme, som gifte sig med Dafydd ab Owain Gwynedd, furste av Gwynedd, och Mary (1181–1216), som blev nunna och abbedissa vid Shaftesbury och som kan ha varit poeten Marie de France.

## Heraldik
Första omnämnandet av normandisk heraldik är från 1128, då Henrik I av England dubbade sin svärson Gottfrid och gav honom ett emblem med gyllene lejon (eller leoparder) på en blå botten. (Ett gyllene lejon kan redan ha varit Henriks eget emblem.) Henrik II använde två gyllene lejon på en röd botten, som fortfarande finns i Normandies vapensköld. Henriks son Rikard Lejonhjärta lade till ett tredje lejon för att särskilja Englands vapensköld.